# Luís Antônio Fernandes Pinheiro
Luís Antônio Fernandes Pinheiro (Rio de Janeiro, 1 de novembro de 1835 — 20 de outubro de 1905) foi magistrado e político brasileiro.
No regime imperial, foi presidente da província do Espírito Santo, entre 1868 e 1869, e segundo vice-presidente da província do Rio de Janeiro, entre 1876 e 1878. Como magistrado, tornou-se desembargador da Relação da Corte em 1886, sendo mantido no cargo pelo regime republicano, a partir de 1891. Era presidente do Poder Judiciário do Rio de Janeiro ao falecer. Também foi ministro adjunto do Superior Tribunal Militar.

## Biografia
Nasceu no Rio de Janeiro, filho do comendador João Antônio Fernandes Pinheiro (fal. em 28 de abril de 1866) e de Ana de Gusmão Pinheiro (fal. em 22 de fevereiro de 1866)
Recebeu o grau de bacharel em Letras no antigo Colégio Pedro II, em novembro de 1853, e o de bacharel em Ciências Jurídicas e Sociais pela Faculdade de Direito de São Paulo, em novembro de 1858.
Iniciou sua magistratura logo depois de formado, sendo o primeiro cargo a ocupar o de promotor público da comarca de Itaboraí.
Por decreto de 8 de janeiro de 1860, foi nomeado juiz municipal e de órfãos dos termos reunidos das vilas de Itaboraí e Santo Antônio de Sá, em substituição a Cândido da Silveira Rodrigues, que pedira demissão. Tomou posse do cargo em 1 de fevereiro seguinte. Em 21 de novembro, todavia, passou o cargo ao seu substituto por ser removido para o termo de Cantagalo. A partir de fevereiro de 1861, passou a exercer, concomitantemente, o cargo de delegado de polícia daquele termo.
Em 8 de junho de 1866, foi nomeado juiz de direito da comarca de São Borja, no Rio Grande do Sul., em substituição a José Venceslau Marques da Cruz, nomeado chefe de polícia do Espírito Santo, tomando posse do dito cargo em novembro seguinte. Em 22 de julho de 1868, foi nomeado chefe de polícia da mesma província Todavia, no mês seguinte, foi designado para governar a província do Espírito Santo, sendo seu presidente entre 1 de setembro de 1868 e 8 de junho de 1869.
Em 6 de outubro de 1869, foi designado chefe de polícia da província de Pernambuco e foi empossado em 10 de novembro seguinte Permaneceu ali até maio de 1871, quando, exonerado a pedido, foi transferido para o cargo de juiz de direito da comarca de São João do Príncipe, Rio de Janeiro, iniciando seus trabalhos no dia 28 de agosto Por decreto de 24 de janeiro de 1872, foi transferido para Iguaçu. Passou para comarca de Campos dos Goitacases em 5 de novembro de 1875.
Esteve nesta última comarca durante onze anos, sendo que entre dezembro de 1876 e janeiro de 1878, foi segundo vice-presidente da província do Rio de Janeiro. No fim de 1886, foi nomeado desembargador da Relação da Corte, tomando posse do cargo em 14 de dezembro daquele ano. Proclamado o regime republicano, foi reinvestido desembargador da agora chamada Corte de Apelação por decreto de 26 de novembro de 1890. Por decreto de 7 de fevereiro de 1891, foi nomeado ministro adjunto do então Supremo Tribunal Militar.
Em 20 de dezembro de 1900, foi vice-presidente da Corte de Apelação, sendo reeleito sucessivamente, até que, em 1905, foi designado para presidente da corte. Faleceu no exercício do cargo, aos 70 anos incompletos.
Casara-se, em 7 de novembro de 1863, época em que era juiz municipal de Cantagalo, com Carolina Amélia Fagundes Pinheiro, filha de Joana da Mota e de Cirilo Nunes Fagundes, tenente-coronel da Guarda Nacional, natural de Itaboraí e então residente em Itambi. Tiveram os seguintes filhos:
- Luís Cirilo Nunes Fagundes, capitão-tenente da Marinha, casado com Maria Zita de Albuquerque, filha do desembargador Ventura José de Freitas Albuquerque. Faleceu de tuberculose pulmonar, em 3 de maio de 1911;[22] Sua viúva casou-se pela segunda vez com Francisco de Barros Barreto.[23]
- Carolina Pinheiro Bandeira de Melo, casada com o desembargador João Pedro de Saboia Bandeira de Melo, com quem teve nove filhos. Faleceu em 7 de março de 1924.[24]
- Olívia Fernandes Pinheiro, inupta, falecida em 14 de julho de 1934.[25]

Carolina Amélia faleceu em 10 de julho de 1909, aos 63 anos.